# Jorge Humberto Martínez Córtez
Jorge Humberto Martínez Córtez (n. 1978) es un asesino en serie mexicano sospechoso de la muerte de 2 a 3 mujeres entre 2011 y 2014, además de un intento de asesinato contra otra mujer a quien le causa lesiones de consideración. Todas sus víctimas eran sus parejas sentimentales. Mediáticamente fue bautizado como "El Matanovias". Estranguló a todas sus víctimas sobre quienes solía ejercer violencia física e intentó hacer pasar los asesinatos como suicidios, le cortó mechones de cabello a sus víctimas como posibles trofeos. En sus redes sociales él se autonombraba como "Joy Drago" o "Joy Agote", según filtraciones a los medios habría publicado amenazas contra varias de sus víctimas, como imágenes de las mujeres en un altar de muertos o habiendo cambiado su estado a "Viudo" antes de que murieran. En 2016, fue denunciado por el asesinato de su última víctima pero Martínez se dio a la fuga, se emitió una ficha roja del Interpol; fue detenido en octubre de 2017, en Izabal, Guatemala. El 26 de octubre de 2017, fue imputado por un asesinato, se encuentra a la espera de sentencia. Tiene pendiente al menos 2 cargos más, uno por homicidio y otro por lesiones.